# Trivigno
Trivigno ist eine süditalienische Gemeinde (comune) in der Provinz Potenza in der Basilikata mit etwa 581 Einwohnern (Stand am 31. Dezember 2023). Die Gemeinde liegt etwa 17 Kilometer ostsüdöstlich von Potenza und gehört zur Comunità Montana Alto Basento. Im Süden der Gemeinde befindet sich der See Lago di Ponte Fontanelle. Im Norden begrenzt der Basento die Gemeinde.

## Verkehr
Entlang des Basento verläuft die autobahnähnlich ausgebaute Strada Statale 407 Basentana von Potenza nach Metaponto.

## Persönlichkeiten
- Robert G. Vignola (1882–1953), Regisseur